# Сторожевые корабли проекта 42
Сторожевы́е корабли́ прое́кта 42 ти́па «Со́кол» (по классификации НАТО — Kola class frigate) — сторожевые корабли, состоявшие на вооружении ВМФ СССР в 1950—1960-е годы.

## История разработки

### Зарождение идеи
Опыт Второй мировой войны (равно как и Великой Отечественной) был учтён руководством ВМФ Советского Союза при проектировании и строительстве новых сторожевых кораблей, однако многие проекты не были реализованы ввиду отсутствия чёткого представления о предназначении кораблей данного класса для отечественного ВМФ. В ведущих странах мира, зависимых от морских перевозок, подобные корабли получали статус противолодочных: эскортные эсминцы, фрегаты и корветы. Эти суда уничтожали подводные лодки Германии, Италии и Японии, обеспечивая безопасность морских перевозок союзников. Именно поэтому важность и необходимость подобных кораблей на Западе не вызывала сомнения. Однако этот опыт не мог быть распространён на ВМФ СССР.
Оценивая участие надводных кораблей отечественного флота в Великой Отечественной войне, руководство ВМФ не имело однозначного взгляда по поводу использования сторожевых кораблей, особенно на сторожевые корабли проекта 39 (Сторожевые корабли типа «Ураган»). На Чёрном море они использовались совместно с эсминцами типа «Новик» во всех операциях, а по своему основному назначению не применялись вообще (на Балтике о подобном не могло быть и речи из-за огромной минной опасности). Для охраны внешних конвоев на Севере были необходимы корабли класса «эсминец» или выше для борьбы с надводным, подводным и воздушным противниками; кроме того, северный театр военных действий предлагал более жёсткие требования по мореходности, которым сторожевые корабли не всегда отвечали.
В прибрежных водах, где проходили внутренние конвои, была велика минная угроза и эти корабли приходилось также, как и транспорты, обеспечивать тральщиками. Военный опыт показал, что для несения дозорной службы и проведения внутренних конвоев наиболее эффективно использовались тральщики и охотники за подводными лодками. Несмотря на все эти факты, в силу традиций создания задач для каждого класса корабля в ВМФ или иных причин в июне 1947 года было принято решение о разработке сторожевых кораблей проекта 42. 29 июля 1946 года Главнокомандующим Военно-морских сил было утверждено общее техническое задание на проектирование корабля, где было определено назначение корабля: эскортирование конвоев; несение дозорной службы; участие в десантных операциях; постановка минных заграждений.

### Выполнение проекта
Впервые в истории Вооружённых сил СССР обоснование тактико-технического задания велось на конкурсной основе двумя конструкторскими бюро (под номерами 32 и 53). Проектирование осуществлялось в двух вариантах — на одном должна была устанавливаться дизельная установка, на втором паротурбинная. Трансформация взглядов привела к окончательному установлению водоизмещения в 1300 тонн при дальности плавания до 2 тысяч миль, но сохранению 100-мм артиллерийских орудий на судне. Заданием на разработку проекта явилось Постановление Совета Министров СССР от 21 июня 1947 года. В развернутом тактико-техническом задании, утвержденном Главкомом ВМФ, предлагался только паротурбинный вариант ГЭУ. Проектирование сторожевого корабля было поручено конструкторскому бюро ЦКБ-32 из Калининграда.
Проект был выполнен в декабре того же года. Неустойчивость взглядов на задачи проявлялась в том, что в ходе выполнения проекта по требованию Военно-морского флота прорабатывался вариант размещения на корабле трального вооружения. Только в апреле 1948 года Главнокомандующий ВМФ принял решение утвердить проект без трального вооружения, но с одновременным увеличением запаса больших глубинных бомб до 48 штук и с увеличением количества бомбометов до четырёх. Таким образом, идея совмещения функций сторожевика и тральщика, появившаяся по опыту использования кораблей в Великой Отечественной войне, была временно отброшена.
После довольно длительной корректировки и отработки технического проекта во второй половине 1948 года началась подготовка рабочего проекта и завода «Янтарь» МСП в Калининграде. Главным конструктором был Д. Д. Жуковский, главным наблюдающим от ВМФ — капитан 1 ранга А. П. Сагоян.

## Характеристики корабля

### Общая характеристикиа
Разработанный проект СКР имел несколько принципиальных новых решений, которые впервые применялись в советском кораблестроении: впервые в отечественном флоте был разработан проект сторожевика гладкопалубной архитектуры (подобное было ещё в эсминцах проекта 41, однако их выпустили после вступления в строй сторожевиков проекта 42) с цельносварным корпусом. Также винты и два руля корабля такого класса не выступали за основную плоскость, что обеспечило сравнительно безопасное плавание корабля на отмелях и в устьях рек. Наличие двух рулей позволило обеспечить высокую поворотливость.
На кораблях такого класса была установлена универсальная артиллерия главного калибра (100-мм пушки Б-34 модификации УСМ), что в условиях постоянного роста воздушной угрозы было исключительно актуальным. Также впервые в практике отечественного судостроения в серийном масштабе был внедрен переменный трёхфазный ток (частота 50 Гц, напряжение 220 В), что позволило в электроприводах использовать синхронные электродвигатели, весьма надежные в эксплуатации и более эффективные по сравнению с электродвигателями постоянного тока.

### Скоростные испытания
Стандартное водоизмещение корабля было определено на испытаниях в 1339 тонн. Осадка корабля даже при полном водоизмещении в 3,36 м позволяла ему без подготовки подводной части осуществлять переходы по внутренним водным путям (три корабля несли свою последнюю службу в Каспийском море). Корпусные конструкции были выполнены по нормам прочности 1944 года. Отсутствие полубака дало возможность более рационально использовать работу материала самого корпуса для обеспечения общей прочности, что было очень важным: Великая Отечественная война показала, что надводные корабли, построенные в СССР, имели слабые корпуса. Скорость на испытаниях 28 марта 1951 года в Гданьском заливе превзошла проектные ожидания, составив 29,65 узлов на полном ходу (волнение моря — 6 баллов, ветер — от 8 до 9 баллов). На скорости до 24 узлов потеря скорости составляла всего 0,5 узла, а бортовая качка была меньше по сравнению с эсминцами проекта 30-бис. Заливаемости не было, как не было и забрызгивания.
Маневренные параметры также были хорошими: благодаря двум рулям диаметр циркуляции на полном ходу составил всего 4,7 длины корабля. Однако в период ходовых заводских и государственных испытаний из-за вибрации кормовой оконечности корабля были обнаружены трещины в наборе и переборках в районе 168—179 шпангоутов. Устранение выявленных повреждений было выполнено путём установки дополнительных подкреплений в районе 145—179 шпангоутов согласно чертежам, согласованным с ЦНИИ им. А. Н. Крылова и ЦНИИ МО.

### Механическая установка
Расположение механической установки было выполнено эшелонно с размещением её в четырёх отсеках. В качестве главных двигателей использовались два турбозубчатых агрегата суммарной мощностью 28 000 лошадиных сил в двухкорпусном исполнении. Два главных котла треугольного типа КВ-42 обеспечивали суммарную паропроизводительность 146 тонн/час при рабочем давлении в 28 кг/см² и температуре перегретого пара 370°С. Дутьё было вентиляторным и было направлено в закрытое котельное отделение. Дальность плавания ходом в 13,7 узла при полном запасе топлива в 300 т составляла 2810 миль, а при наибольшем расходуемом запасе в 360 т достигала 3300 миль.

### Вооружение и его испытания
На корабле установлены по четыре универсальных 100-мм артиллерийских установкое Б-34УСМ и 37-мм зенитных автоматов в двух спаренных установках В-11М. При стрельбах механизмы артустановок работали удовлетворительно, но имело место неполное сгорание флегматизатора, остатки которого попадали в камерную часть ствола. Это приводило к частичному пропуску стрельбы (при очередном заряжании патрон не доходил до места). Для управления огнём артиллерийских систем и автоматов была установлена система приборов управления стрельбой «Зенит-42». На корабле был временно (из-за неготовности штатного СВП-42) установлен пост наводки орудий СВП-29-РЛМ, имевший много недостатков (из-за этого корабли имели лишь СВП с оптическими дальномерами, а РЛС были демонтированы).
Трёхтрубный торпедный аппарат, установленный на корабле, обеспечивал стрельбу только прямоходными парогазовыми торпедами типа 53-38У и 53-39 по надводным целям. Если во время войны даже отечественными эсминцами всего несколько раз использовалось торпедное оружие против надводных целей, то предположение об использовании торпед сторожевыми кораблями тем более было ошибочным. На корабле впервые уже на стадии проектирования были размещены два реактивных бомбомета РБМ, имевшие постоянный угол возвышения в 45° и дальность стрельбы 260 м, в связи с чем государственная комиссия высказывала опасение по поводу использования РБМ. По мнению комиссии, из-за большого радиуса циркуляции (около 2 кабельтовых) и малой дальности стрельбы РБМ (1,4 кабельтова) может быть возможным попадание корабля в зону взрывов бомб залпа при высокой скорости. В связи с этим комиссия считала целесообразным усовершенствовать реактивную установку, сделав её наводящейся, стабилизированной по углу метания и с осуществлением наводки по данным гидроакустической станции (ГАС).

### Радилокационное оборудование
РЛС «Риф» имела мертвую зону 2 кабельтовых, а дальность обнаружения надводной цели класса сторожевого корабля — 110 кабельтовых (20 км). РЛС обнаружения воздушных целей «Гюйс-1М4» имела дальность обнаружения воздушной цели типа лёгкий бомбардировщик при его полёте на высоте 3000 м — 25 миль (46 км). ГАС «Тамир-5М» обнаруживала подлодки на двух разных ходах: дальность обнаружения ПЛ на ходу 16 узлов составляла 16 кабельтовых, а на ходу 18 узлов — 11,7 кабельтовых. Единственное серьёзное замечание получила аппаратура опознавания «Факел-М», которая была не принята комиссией: ответные устройства этой аппаратуры срабатывали от работы своих станций и излучали код сигналов в эфир без запроса извне. Все оружие и вооружение могло использоваться без ограничения при волнении до 4 баллов и с небольшими ограничениями до 6 баллов.

## Итоговое производство
В заключительном протоколе комиссия Государственной приёмки головного корабля проекта 42 отметила:
«Корабль полностью отвечает оперативно-тактическому назначению; имеемый неизрасходованный запас водоизмещения при наличии запаса остойчивости может обеспечить при необходимости установку на корабль дополнительных 3-х установок В-11М; СКР пр.42, как имеющий вполне удовлетворительные мореходные качества, хорошую всходимость на волну и управляемость, одновременно имеющий большую дальность плавания, с успехом могут быть использованы на Северном и Дальневосточном морских театрах».
Тем не менее, последние три из них закончили свою службу на Каспийском море уже в 1990-х годах. К тому же, корабли были построены ограниченной серией на одном заводе. Причин в отказе от крупносерийного строительства этих кораблей было много, но главным было решение Председателя Совета Министров СССР И. В. Сталина, причины которого почти нигде не нашли документального выражения и остались лишь в обрывочных воспоминаниях руководителей тех лет. Прежде всего продолжалась эволюция взглядов на корабли этого класса со стороны высшего военного и политического руководства.
Вновь возник вопрос, на который так и не было четкого ответа в тот период: «Какие же конвои должны были охранять эти корабли?» Развитие экономики СССР в послевоенные годы было вновь ориентировано на круговую оборону от стран Запада и полную автономность государства, а для дозорной службы и охраны небольших прибрежных конвоев требовались корабли меньшего размера. Объективной причиной отказа от массового производства стала достаточно устаревшая главная энергетическая установка с дутьём в котельное отделение и слабым противолодочным вооружением. По личному указанию И. В. Сталина началась разработка технического задания на сторожевые корабли проекта 50 с полным водоизмещением в 1200 т.
Всего было построено 8 кораблей на заводе «Янтарь» МСП (№ 820), первый из них был заложен 17 августа 1949 года, спущен на воду 11 сентября 1950 года, вступил в строй 29 июня 1951 года.

## Представители
| Название | Дата закладки | Дата вступления в строй | Флот                                 | Исключение из флота | Примечание |
| -------- | ------------- | ----------------------- | ------------------------------------ | ------------------- | --- |
| Сокол    | 17.8.1949     | 4.12.1952               | БФ, с 9.06.1955 СФ                   | 20.6.1986           | с 17.09.1971 - УТС-256, 1.10.1988 расформирован и позже разделан на металл в Мурманске.                           |
| Беркут   | 25.04.1950    | 10.05.1952              | БФ, с 19.09.1955 СФ                  | 26.10.1965          | с 27.08.1965 - УТС-7, в 1966-1967 гг. разделан на металл в Мурманске.                                             |
| Кондор   | 28.06.1950    | 10.05.1952              | БФ, с 19.09.1955 СФ                  | 26.1.1970           | Разделан на металл в Мурманске.                                                                                   |
| Гриф     | 18.09.1950    | 25.10.1952              | БФ, с 06.1953 СФ, с 27.11.1965 КВФ   | 21.5.1981           | с 29.09.1965 - Советский Азербайджан, с 21.12.1977 - ПКЗ-26                                                       |
| Кречет   | 15.12.1950    | 18.12.1952              | БФ, с 06.1953 СФ, с 9.08.1968 КВФ    | 28.6.1977           | с 28.07.1970 - Советский Дагестан                                                                                 |
| Орлан    | 30.04.1951    | 17.03.1953              | БФ, с 9.06.1955 СФ, с 31.08.1966 КВФ | 22.11.1976          | с 15.12.1966 - Советский Туркменистан                                                                             |
| Лев      | 30.04.1951    | 17.03.1953              | БФ, с 9.06.1955 СФ, с 15.07.1971 БФ  | 18.8.1971           | с 17.09.1971 - УТС-257, переформирован в УТС и поставлен на прикол в Балтийске; В 9.01.2009 г. затонул у причала. |
| Тигр     | 1.07.1952     | 25.04.1953              | БФ, с 9.06.1955 СФ                   | 1.10.1974           | |